# نجم ألباني
نجم ألباني (الاسم العلمي:Aster albanicus) هو نوع من النباتات يتبع جنس النجم من الفصيلة النجمية.